# Jocelyne Felx
Jocelyne Felx, née à Saint-Lazare-de-Vaudreuil, le 2 janvier 1949, est une critique littéraire, poète et romancière québécoise.

## Biographie
Ayant fait ses études à l'Université de Montréal ainsi qu'à l'Université du Québec à Chicoutimi en lettres françaises, Jocelyne Felx est une critique littéraire, poète et romancière québécoise. Elle participe à des lectures, des événements littéraires et donne à entendre des récitals de poésie notamment avec le comédien et metteur en scène Jacques Crête,.
Féministe, Jocelyne Felx participe à l'éclatement et de la poésie conventionnelle et à la manifestation, par l'expansion d'une poésie moderne foisonnante, de la quête d'affirmation et du désir de libération des femmes,,.
Tant au Québec qu'à l'international, elle est active sur la scène littéraire et fait paraître des textes et des critiques dans plusieurs revues. Depuis 1988, elle est critique de poésie pour la revue Lettres québécoises.
Autrice de plusieurs recueils de poésie et de romans, Jocelyne Felx publie aux éditions du Noroît plusieurs œuvres dont L’échelle et l’olivier (2006), La question de Nicodème (2000), La pierre et les heures (1995), Chute libre (1991), Les pavages du désert (1988), Nickel-Odéon (1985), les Orpailleuse (1982) ainsi que Le nord des heures suivi de Sonnets des jeunes heures (2012). Aux Éditions du Jour, elle publie Les petits camions rouges (1975) ainsi que Les vierges folles (1975),,,,.
Lauréate au Prix Émile-Nelligan (1982) pour Orpailleuse, elle remporte également le Prix de la littérature Gérald Godin (1989) pour son recueil Les Pavages du désert. En 1996, elle est finaliste pour le Prix du Gouverneur général pour La Pierre et les Heures.
Elle est membre de l'Union des écrivaines et des écrivains québécois.

## Œuvres

### Poésie
- Feuillets embryonnaires, Trois-Rivières, Écrits des Forges, Coll. Les Rivières, 1980, 65 p.
- Orpailleuse, avec un dessin de Célyne Fortin, Montréal, Éditions du Noroît, Coll. L'instant d'après, 1982, 68 p.  (ISBN 289018059X)
- Nickel-odeon, avec cinq tableaux de Louise Paillé, Montréal, Éditions du Noroît, 1985, 173 p.  (ISBN 2890181200)
- Les Pavages du désert, avec onze miniatures de Louise Paillé, Montréal, Éditions du Noroît, 1988, 93 p.  (ISBN 2890181545)
- Chute libre, avec cinq dessins de Josette Villeneuve, Montréal, Éditions du Noroît, 1991, 116 p.  (ISBN 289018224X)
- La pierre et les heures, Montréal, Éditions du Noroît, 1995, 66 p.  (ISBN 2-89018-318-1)
- La question de Nicodème, Montréal, Éditions du Noroît, 2000, 69 p.  (ISBN 2-89018-446-3)
- L'échelle et l'olivier : la seconde simplicité, avec une image d'une sculpture de Thérèse Bourbeau-Cholette, Montréal, Éditions du Noroît, 2006, 73 p.  (ISBN 2-89018-575-3)
- Le nord des heures suivi de Sonnets des jeunes heures, Montréal, Éditions du Noroît, 2012, 71 p.  (ISBN 9782890187528)

### Romans
- Les petits camions rouges, Montréal, Éditions du Jour, 1975, 140 p.
- Les vierges folles, Montréal, Éditions du Jour, 1975, 77 p.  (ISBN 0776006452)

### Collaborations
- Poèmes choisis : le récital de l'ange, Émile Nelligan, Choix et présentation de Jocelyne Felx, Montréal, Éditions du Noroît, Coll. Ovale, 1997, 99 p.  (ISBN 2-89018-373-4)
- L'épanouissement de l'ombre : poèmes choisis, Rina Lasnier, Choix et présentation de Jocelyne Felx, Montréal, Éditions du Noroît, Coll. Ovale, 2011, 173 p.  (ISBN 978-2-89018-687-3)

## Prix et honneurs
- 1982 - Récipiendaire : Prix Émile-Nelligan (Pour Orpailleuse)[11]
- 1989 - Récipiendaire : Prix littéraire de Trois-Rivières (Pour son poème Les vagues du désert)[1]
- 1989 - Récipiendaire : Prix de littérature Gérald-Godin (Pour Les Pavages du désert)[12]
- 1995 - Finaliste : Prix du Gouverneur général de poésie (Pour La Pierre et les Heures)[1]